# هجوم عجلون
هجوم عجلون (يطلق عليه أيضا اسم معركة الأحراش) كان هجومًا عسكريًا شنه الجيش الأردني ضد قواعد الفدائيين الفلسطينيين في منطقة عجلون، آخر معقل للفدائيين.

## خلفية
في سبتمبر 1970، اندلع قتال عنيف بين القوات الأردنية والفدائيين الفلسطينيين. بناء على طلب من رؤساء الدول العربية، وقع الملك الحسين بن طلال وياسر عرفات على اتفاق وقف إطلاق النار في القاهرة في 27 سبتمبر. ونص الاتفاق على الانسحاب السريع لقوات حرب العصابات من البلدات والقرى الأردنية إلى مواقع «مناسبة» لمواصلة المعركة مع إسرائيل وإطلاق سراح السجناء من كلا الجانبين.

## الهجوم
في 12 يوليو، أمرت الحكومة الأردنية الفدائيين المحاصرين بإخلاء تل الأقرع، الموقع الاستراتيجي. لم ترد قوات حرب العصابات على الأمر. في صباح يوم 13 يوليو، بدأ الجيش الأردني هجومه بقصف مدفعي مكثف عززته القوات الجوية. بدأت القوة في الزحف على مواقع الفدائيين من ثلاث جهات، حيث كان هناك حوالي 500 مسلح على مشارف وادي الأردن. في صباح يوم 16 يوليو، أعلن الجيش سيطرته على المنطقة بأكملها بعد مقتل حوالي 250 من رجال حرب العصابات، وتكبد أكثر من 200 إصابة. تمكن حوالي 500 فدائي من الانسحاب والوصول إلى سوريا.

## حواشي
1. 1 2  جيش التحرير الفلسطيني وقوات التحرير الشعبية ودورهما في مقاومة الاحتلال الإسرائيلي 1964-1973. ص. 469. مؤرشف من الأصل في 2020-01-25.
2. ↑  Jordan Country Study Guide Volume 1 Strategic Information and Developments. Lulu.com. مؤرشف من الأصل في 2020-01-25.